# Canthonella constans
Canthonella constans är en skalbaggsart som beskrevs av Matthews 1966. Canthonella constans ingår i släktet Canthonella och familjen bladhorningar. Inga underarter finns listade.